# Alfred Bodemer
Alfred Bodemer, né à Balbronn le 6 novembre 1921 et mort à Melun le 16 février 1992,,, était un ingénieur et écrivain français.

## Distinctions
- Médaille de l'Aéronautique[2],[4]